# Co cơ
Co cơ là hiện tượng các cơ trong cơ thể co hoặc giãn dưới các tác động khác nhau của các dạng năng lượng sinh hóa, cơ học,... trong cơ thể con người hoặc động vật. Quá trình co cơ này liên quan mật thiết tới việc tìm hiểu nguyên lý vận động của hệ thống cơ của các đối tượng động vật hoặc con người. Nghiên cứu về hiện tượng co cơ có thể giải thích được một lượng lớn các yếu tố liên quan tới năng lượng vận động, các chuyển hóa hoá học nhằm giải thích các hiện tượng sinh lý học trong cơ thể con người. Nghiên cứu về co cơ có liên quan mật thiết tới sinh lý cơ trong cơ thể.
Hiện nay, rất nhiều các nhà khoa học trên thế giới tìm ra các phương pháp khác nhau để tìm hiểu các cơ cấu phân tử của quá trình co cơ bởi đây là nền tảng cơ sở để giải thích các hiện tượng khác. Các nghiên cứu này có thể được thực hiện bằng một số cách sau:
- Nghiên cứu trực tiếp trên cơ thể toàn vẹn (in vivo).
- Nghiên cứu một cơ quan bằng cách tách rời cơ quan hoặc bộ phận ra khỏi mối liên hệ thần kinh với cơ thể toàn vẹn nhưng vẫn giữ nguyên sự nuôi dưỡng thông qua các mạch máu (in situ).
- Có thể nghiên cứu bằng cách tách rời một cơ quan, cơ thể hoặc tế bào ra khỏi cơ thể và nuôi dưỡng trong điều kiện dinh dưỡng và nhiệt độ giống như trong môi trường cơ thể động vật hoặc cơ thể người (in vitro).

Với 3 phương pháp thực nghiệm trên kết hợp với việc sử dụng các dụng cụ đo lường điện tử và quan sát khác nhau và việc thay đổi các tác nhân tác động về cơ học, lý học, hóa học, các điều kiện về môi trường,... các nhà nghiên cứu có thể quan sát được các hoạt động chức năng, những thay đổi chức năng của các cấu trúc cơ trong cơ thể nhằm từ đó tìm hiểu được các cơ chế hoạt động, các ưu điểm, nhược điểm của các tác động và đưa ra các kiến giải hợp lý cho các quá trình thay đổi đó.

## Cơ cấu phân tử
Khi một sợi cơ xương được kích hoạt bởi một xung thần kinh, các cầu nối (cross bridge) gắn với các sợi mỏng (thin filament) và tạo ra lực tác động lên chúng. Nhằm tạo ra được hiện tượng co cơ, lực tạo ra tác động lên sợi mỏng cần phải lớn hơn lực chống lại sự co giãn. Thuật ngữ co cơ, cũng được dùng trong giải phẫu cơ, không có nghĩa cần phải hiểu là co ngắn lại mà nó chỉ dùng để chỉ ra quá trình tạo lực - nhờ các cầu nối - trong sợi cơ mà thôi. Tiếp ngay sau quá trình co cơ, thì cơ cấu co cơ cũng chỉ ra một quá trình tắt lực có nghĩa đó là khoảng thời gian sức căng cơ dần dần suy giảm, tạo ra trạng thái thư giãn cho cơ.
Lấy một màng sợi cơ (sarcomere) ở trạng thái giãn và ở trạng thái co để minh họa cho cơ chế co cơ. Trong trạng thái giãn, các tận cùng của sợi actin xuất phát từ hai vạch Z liên tiếp nhau mới chỉ ở trạng thái bắt đầu gối vào nhau, trong khi chúng đã cài hoàn toàn vào các sợi myosin. Trong trạng thái co, các sợi actin bị kéo vào trong giữa các sợi myosin, đến mức chúng gối lên nhau trong một phần lớn và các vạch Z bị các sợi actin kéo đến chạm vào tận cùng của sợi myosin. Như vậy có thể nói co cơ xảy ra theo cơ chế trượt.
Sự co cơ có liên quan chặt chẽ với vai trò của hệ thần kinh,năng lượng và các chất điện giải,đặc biệt là vai trò của Ca++.
Khi có tín hiệu từ luồng xung động thần kinh truyền đến tế bào cơ sẽ gây ra hiện tượng khử cực ở màng bào tương và hiện tượng kích thích điện học này sẽ lan đi nhanh chóng đến hệ thống ống T và sau đó là lưới nội bào trơn bao bọc xung quanh các siêu sợi cơ.Tại màng lưới nội bào trơn,hiện tượng khử cực làm thay đổi điện thế màng do đó khời động các kênh phóng thích Ca++ nhằm mở kênh này ra,từ đó sẽ gây ra sự vận chuyển một lượng lớn Ca++ từ lòng lưới nội cơ trơn ra dịch cơ tương theo gradient nồng độ.